# Aloe babatiensis
Aloe babatiensis é uma espécie de liliopsida do gênero Aloe, pertencente à família Asphodelaceae.